# Eastern Market (Detroit)
Eastern Market es un distrito comercial histórico en Detroit, Míchigan. Se encuentra aproximadamente a 1,6 km al noreste del Downtown y limita al sur con Gratiot Avenue, al norte con Mack Avenue, al este con St. Aubin Street y al oeste con la Interestatal. 75 (I-75, Chrysler Freeway). A veces se la conoce como la "Pequeña Italia" de Detroit, aunque la comunidad italiana no tiene un vecindario étnico muy unido en la actualidad. El distrito fue designado Sitio Histórico del estado de Míchigan en 1974 y listado en el Registro Nacional de Lugares Históricos en 1978; el límite del distrito se amplió en 2007. El Eastern Market está ubicado en el lado este central de la ciudad, cerca de la Iglesia de San José y el vecindario de Lafayette Park. El mercado se transfirió de la administración de la ciudad en 2006 y ahora opera a través de una asociación público-privada con Eastern Market Corporation. Eastern Market es el distrito de mercado público histórico más grande de Estados Unidos, y el centro de distribución de agricultores de Eastern Market es el mercado de macizos de flores al aire libre más grande de Estados Unidos y tiene más de 150 negocios de alimentos y especialidades. Los sábados, unas 45 000 personas compran en el histórico Eastern Market.

## Historia
El Farmer's Market en Detroit se abrió por primera vez en 1841 en Cadillac Square en el centro de la ciudad. En la década de 1850, se abrieron mercados adicionales en el lado este de la ciudad (la ubicación actual de Eastern Market) y el lado oeste en la esquina de Míchigan Ave y 18th Street, más tarde el sitio de un intercambio de autopistas. Al principio, el mercado oriental se dedicó a la venta de heno y madera, pero en 1891, se construyeron cobertizos de ventas y el Farmer's Market se trasladó de Cadillac Square a su ubicación actual y se renombró Eastern Market.
El Eastern Market creció durante las décadas siguientes, y se construyeron cobertizos adicionales en 1922 y 1929. Después de la Segunda Guerra Mundial, más mayoristas y procesadores de alimentos se mudaron al área, y Eastern Market se convirtió en un centro importante para la industria de distribución de alimentos al por mayor.
En 1970, los puestos alquilados por los agricultores fueron decorados con pinturas de productos y ganado. A lo largo de los años, estos murales se han convertido en logotipos de Eastern Market.

## Uso actual
El mercado cubre actualmente 17 ha y es el distrito histórico de mercado público más grande de Estados Unidos. Eastern Market es un punto de venta para una amplia variedad de productos, carnes, especias y otros productos. Es particularmente concurrido los sábados, cuando los agricultores tienden a traer sus aves de corral y ganado, junto con productos frescos, para la venta. Aunque el mercado se encuentra en el distrito histórico de mercado público más grande de Estados Unidos, El mercado en sí es operado por el sector privado a través de una asociación público-privada con Eastern Market Corporation.
El Festival de Libros de Detroit es un evento anual gratuito, que se lleva a cabo el tercer domingo de julio en Eastern Market y atrae a más de 10 000 asistentes.

## Galería

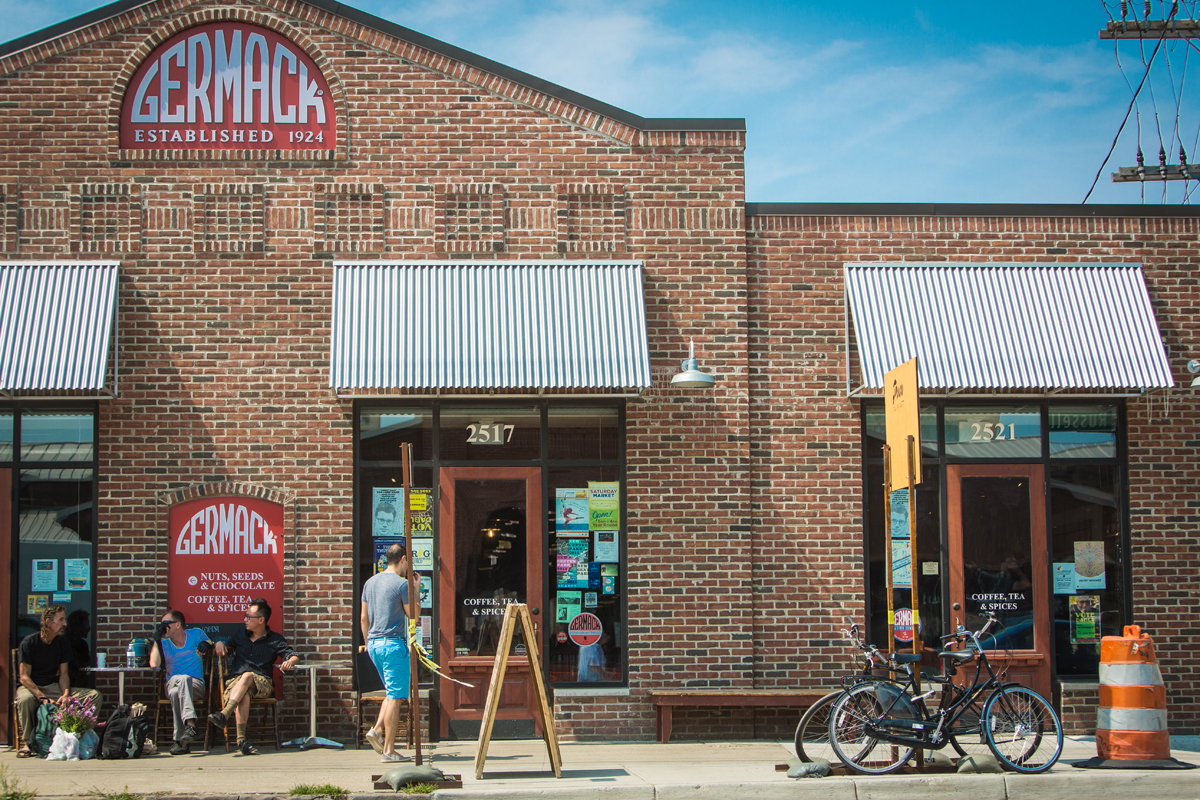
Compañía de pistacho Germack
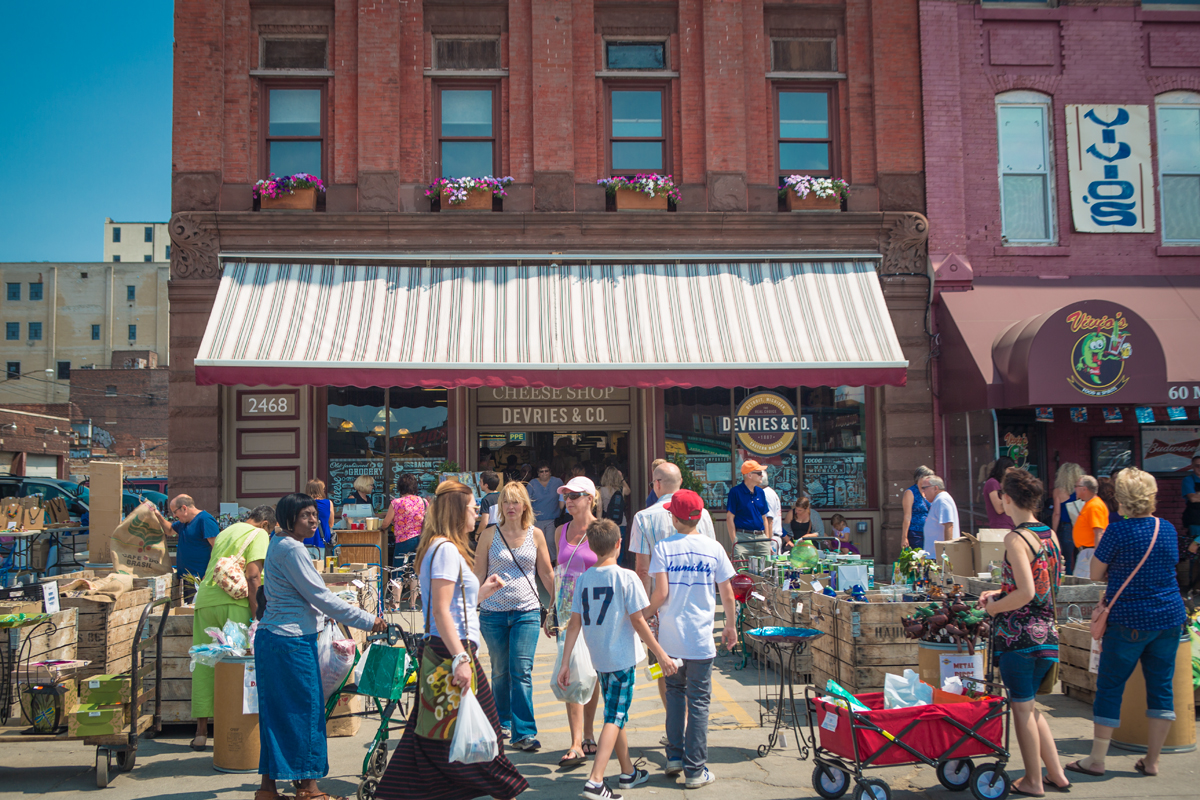
DeVries & Company 1887
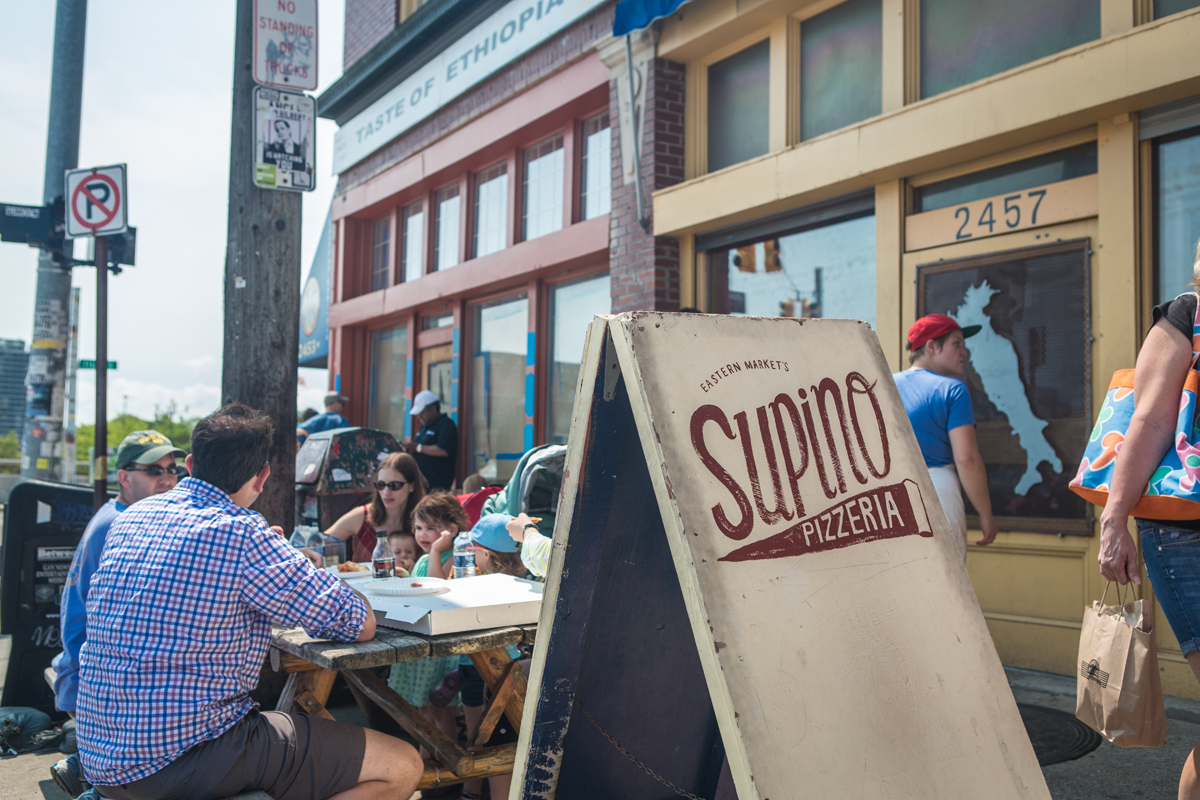
Pizza Supino
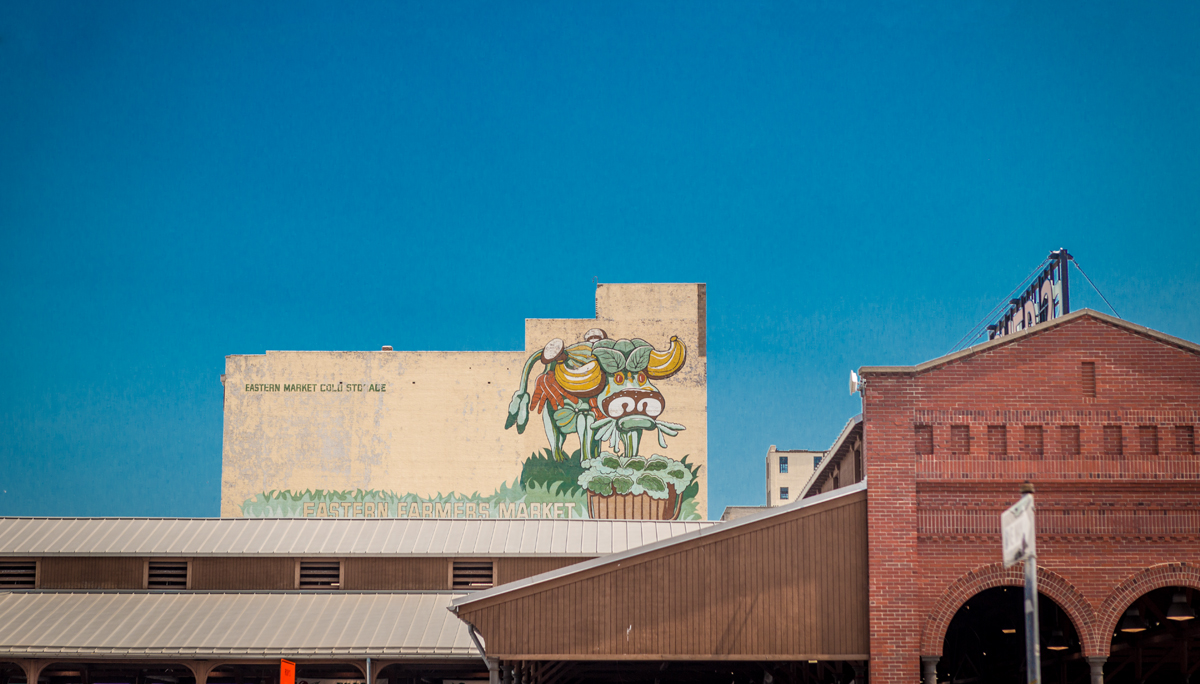
Obra de arte del mercado oriental
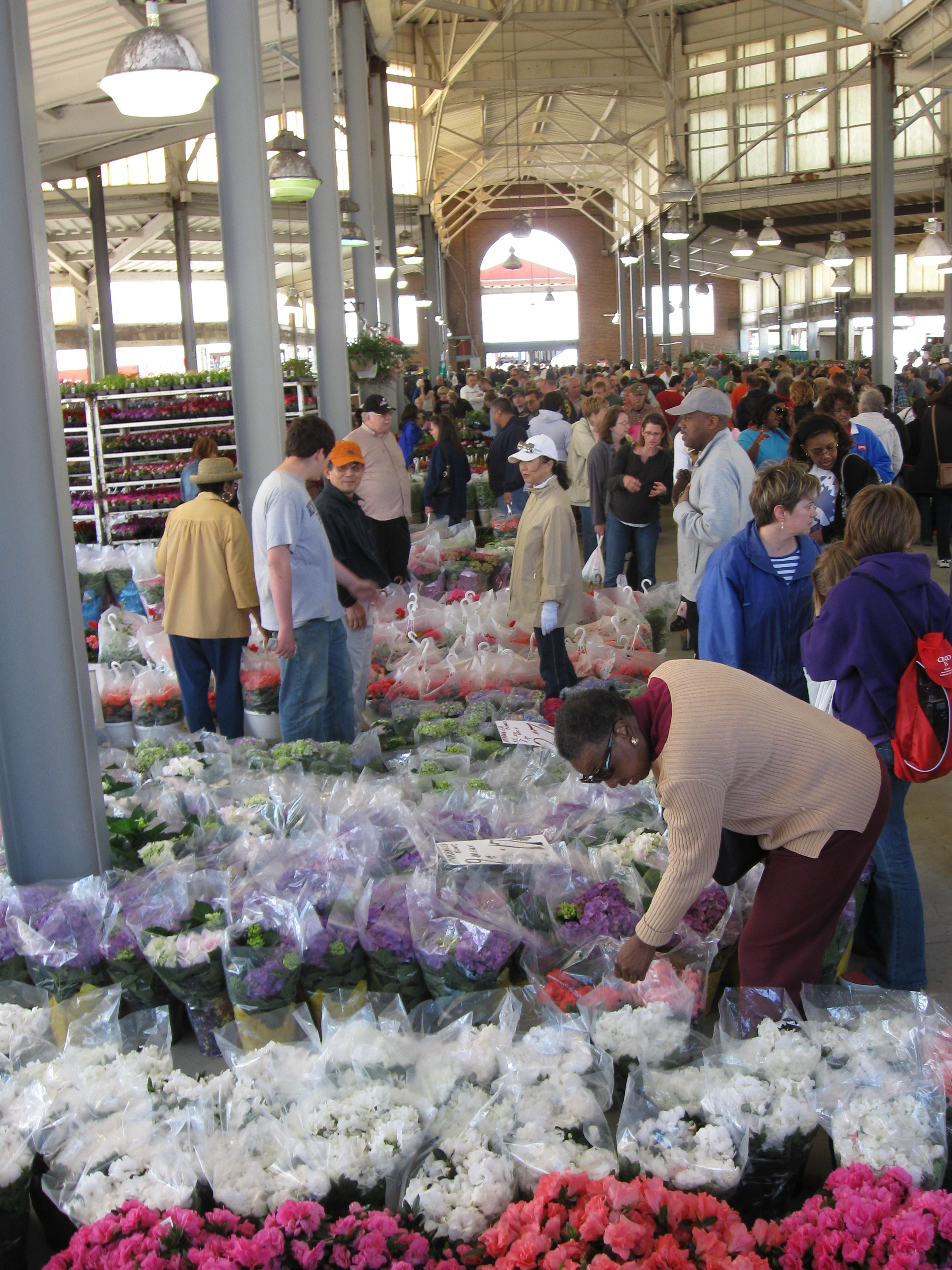
Mercado de las flores
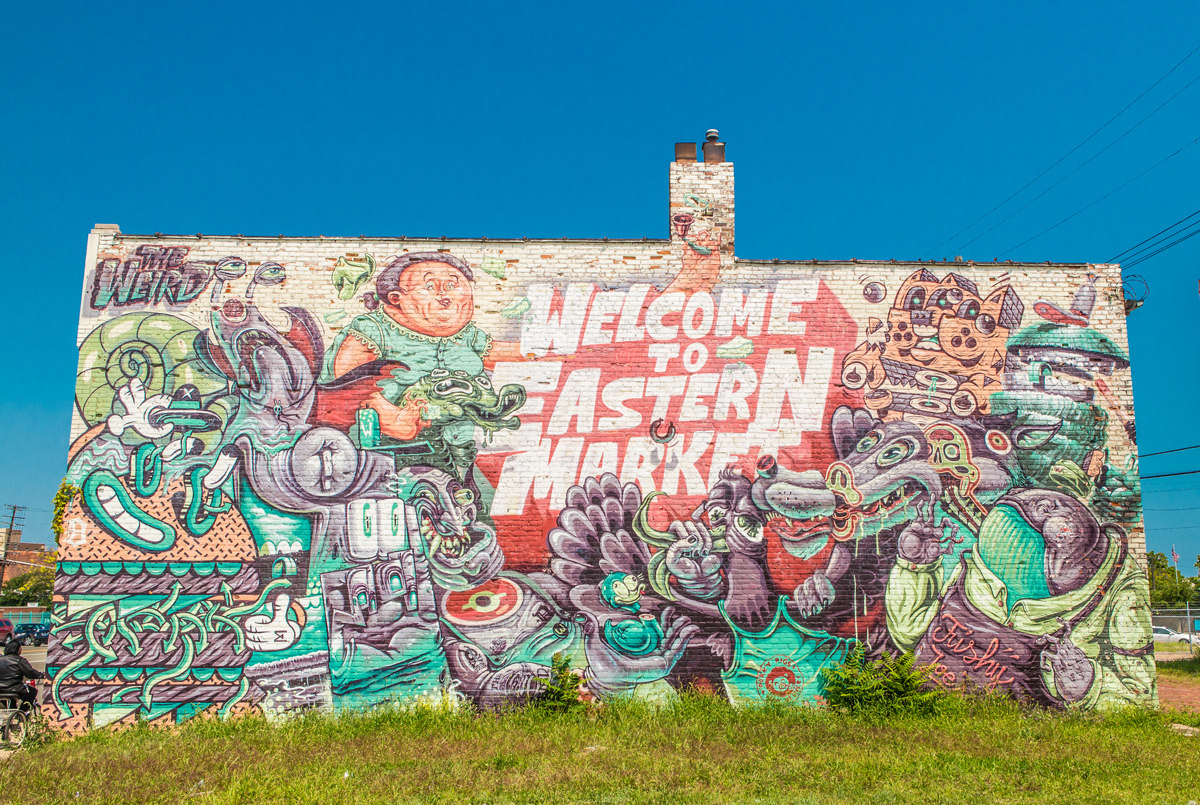
Grafitis
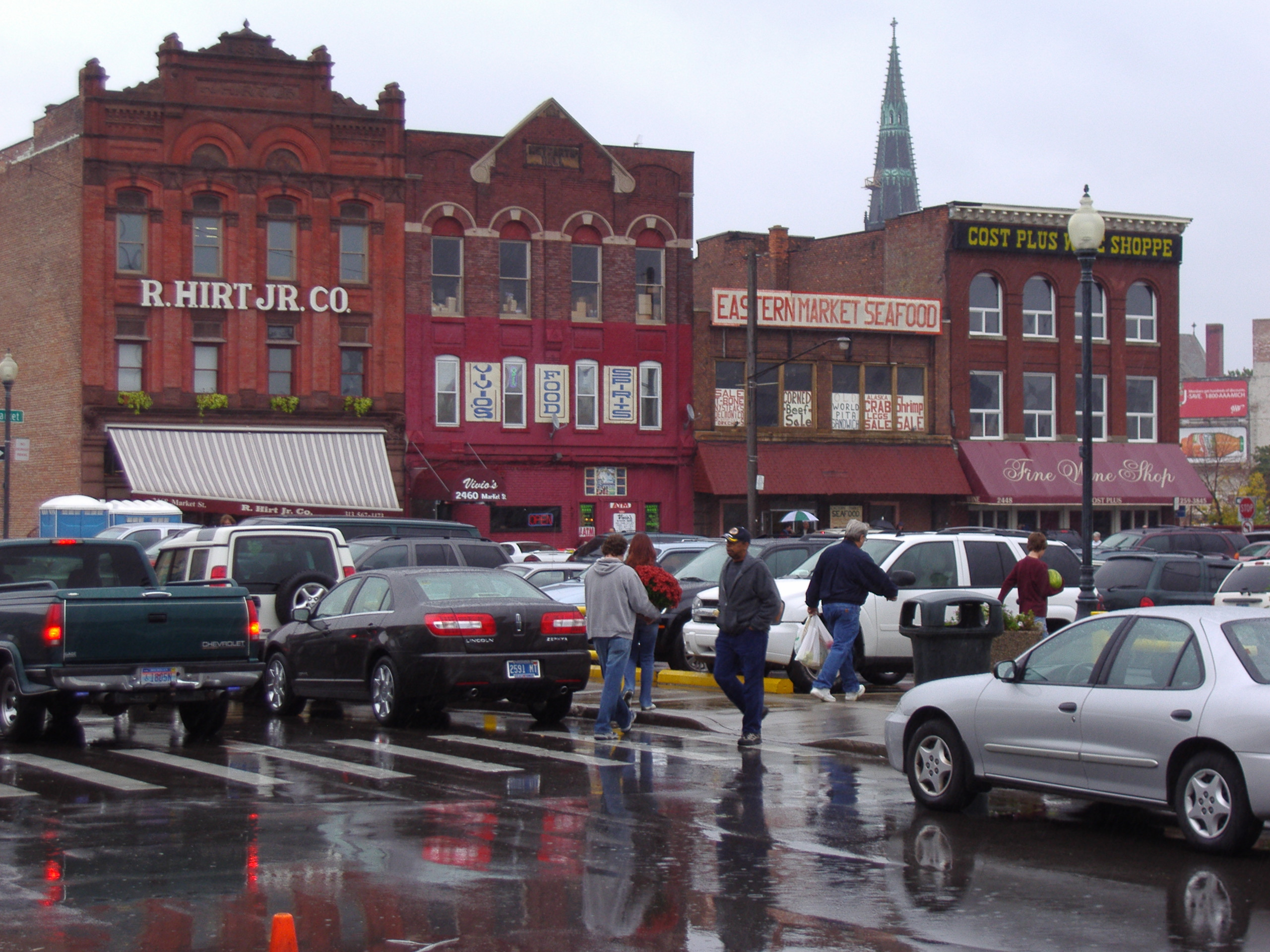
The R. Hirt Jr., Co. (1893)
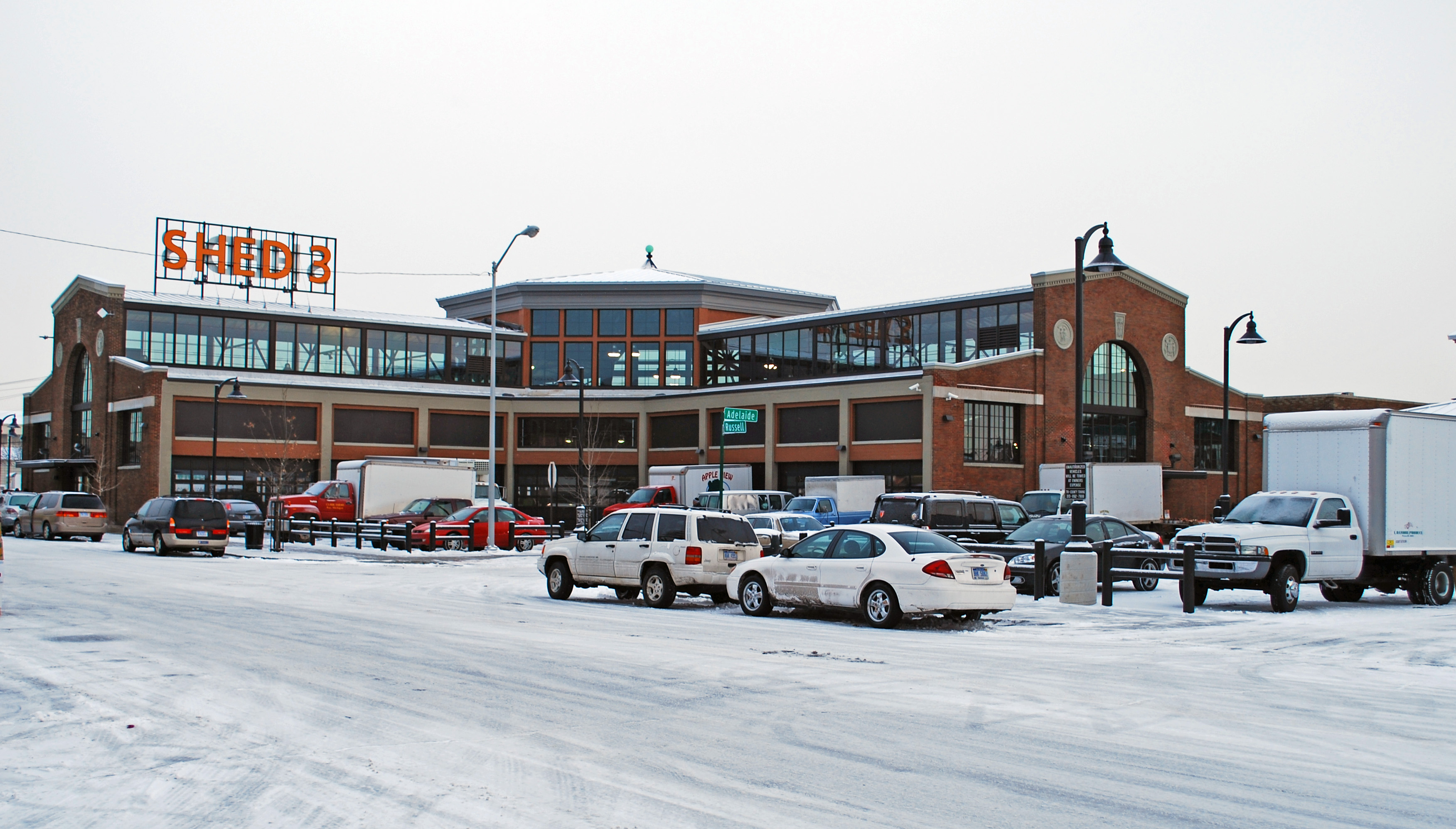
Cobertizo tras la renovación, 2009